# Cydalima paulianalis
Cydalima paulianalis là một loài bướm đêm trong họ Crambidae.